# Су Бінтянь
Су Бінтянь (29 серпня 1989 , Чжуншань, Гуандун ) — китайський легкоатлет, що спеціалізується на спринті, бронзовий призер Олімпійських ігор 2020 року, призер чемпіонатів світу, чемпіон Азії та Азійських ігор.

## Кар'єра
| Рік             | Змагання                        | Місце проведення           | Місце           | Дисципліна            | Результат       | Примітки        |
| Представник КНР | Представник КНР                 | Представник КНР            | Представник КНР | Представник КНР       | Представник КНР | Представник КНР |
| --------------- | ------------------------------- | -------------------------- | --------------- | --------------------- | --------------- | --------------- |
| 2009            | Чемпіонат Азії                  | Ґуанчжоу, Китай            | 2               | естафета 4×100 метрів | 39.07           | PB              |
| 2009            | Східноазійські ігри             | Гонконг, Китай             | 1               | біг на 100 метрів     | 10.33           |                 |
| 2009            | Східноазійські ігри             | Гонконг, Китай             | 3               | естафета 4×100 метрів | 39.86           |                 |
| 2010            | Азійські ігри                   | Ґуанчжоу, Китай            | 1               | естафета 4×100 метрів | 38.78           | GR              |
| 2011            | Чемпіонат Азії                  | Кобе, Японія               | 1               | біг на 100 метрів     | 10.21           | PB              |
| 2011            | Чемпіонат Азії                  | Кобе, Японія               | 4               | естафета 4×100 метрів | 39.33           |                 |
| 2011            | Універсіада                     | Шеньчжень, Китай           | 3               | біг на 100 метрів     | 10.27           |                 |
| 2011            | Чемпіонат світу                 | Тегу, Південна Корея       | 12              | естафета 4×100 метрів | 38.87           | SB              |
| 2012            | Чемпіонат світу в приміщенні    | Стамбул, Туреччина         | 14              | біг на 60 метрів      | 6.74            | SB              |
| 2012            | Олімпійські ігри                | Лондон, Велика Британія    | 22              | біг на 100 метрів     | 10.28           |                 |
| 2012            | Олімпійські ігри                | Лондон, Велика Британія    | 12              | естафета 4×100 метрів | 38.38           | NR              |
| 2013            | Чемпіонат Азії                  | Пуне, Індія                | 1               | біг на 100 метрів     | 10.17           |                 |
| 2013            | Чемпіонат Азії                  | Пуне, Індія                | 3               | естафета 4×100 метрів | 39.17           | SB              |
| 2013            | Чемпіонат світу                 | Москва, Росія              | —               | біг на 100 метрів     | DSQ             |                 |
| 2013            | Чемпіонат світу                 | Москва, Росія              | 16              | естафета 4×100 метрів | 38.95           | SB              |
| 2013            | Східноазійські ігри             | Тяньцзінь, Китай           | 1               | біг на 100 метрів     | 10.31           |                 |
| 2013            | Східноазійські ігри             | Тяньцзінь, Китай           | 3               | естафета 4×100 метрів | 39.19           |                 |
| 2014            | Чемпіонат світу в приміщенні    | Сопот, Польща              | 4               | біг на 60 метрів      | 6.52            | NR              |
| 2014            | Азійські ігри                   | Інчхон, Південна Корея     | 2               | біг на 100 метрів     | 10.10           | SB              |
| 2014            | Азійські ігри                   | Інчхон, Південна Корея     | 1               | естафета 4×100 метрів | 37.99           | AR              |
| 2015            | Чемпіонат Азії                  | Ухань, Китай               | 1               | естафета 4×100 метрів | 39.04           |                 |
| 2015            | Чемпіонат світу                 | Пекін, Китай               | 9               | біг на 100 метрів     | 10.06           |                 |
| 2015            | Чемпіонат світу                 | Пекін, Китай               | 2               | естафета 4×100 метрів | 38.01           |                 |
| 2016            | Чемпіонат світу в приміщенні    | Портленд, США              | 5               | біг на 60 метрів      | 6.54            |                 |
| 2016            | Олімпійські ігри                | Ріо-де-Жанейро, Бразилія   | 9 (пф.)         | біг на 100 метрів     | 10.08           | SB              |
| 2016            | Олімпійські ігри                | Ріо-де-Жанейро, Бразилія   | 4               | естафета 4×100 метрів | 37.90           |                 |
| 2017            | Світові легкоатлетичні естафети | Нассау, Багамські Острови  | 3               | естафета 4×100 метрів | 39.22           |                 |
| 2017            | Чемпіонат світу                 | Лондон, Велика Британія    | 8               | біг на 100 метрів     | 10.27           |                 |
| 2017            | Чемпіонат світу                 | Лондон, Велика Британія    | 4               | естафета 4×100 метрів | 38.34           |                 |
| 2018            | Чемпіонат світу в приміщенні    | Бірмінгем, Велика Британія | 2               | біг на 60 метрів      | 6.42            | AR              |
| 2018            | Азійські ігри                   | Джакарта, Індонезія        | 1               | біг на 100 метрів     | 9.92            | GR              |
| 2018            | Азійські ігри                   | Джакарта, Індонезія        | 3               | естафета 4×100 метрів | 38.89           |                 |
| 2019            | Світові легкоатлетичні естафети | Йокогама, Японія           | 4               | естафета 4×100 метрів | 38.16           | SB              |
| 2019            | Чемпіонат світу                 | Доха, Катар                | 21              | біг на 100 метрів     | 10.23           |                 |
| 2019            | Чемпіонат світу                 | Доха, Катар                | 6               | естафета 4×100 метрів | 38.07           |                 |
| 2021            | Олімпійські ігри                | Токіо, Японія              | 6               | біг на 100 метрів     | 9.98            |                 |
| 2021            | Олімпійські ігри                | Токіо, Японія              | 3               | естафета 4×100 метрів | 37.79           | NR              |